# Ятрышник шлемоносный

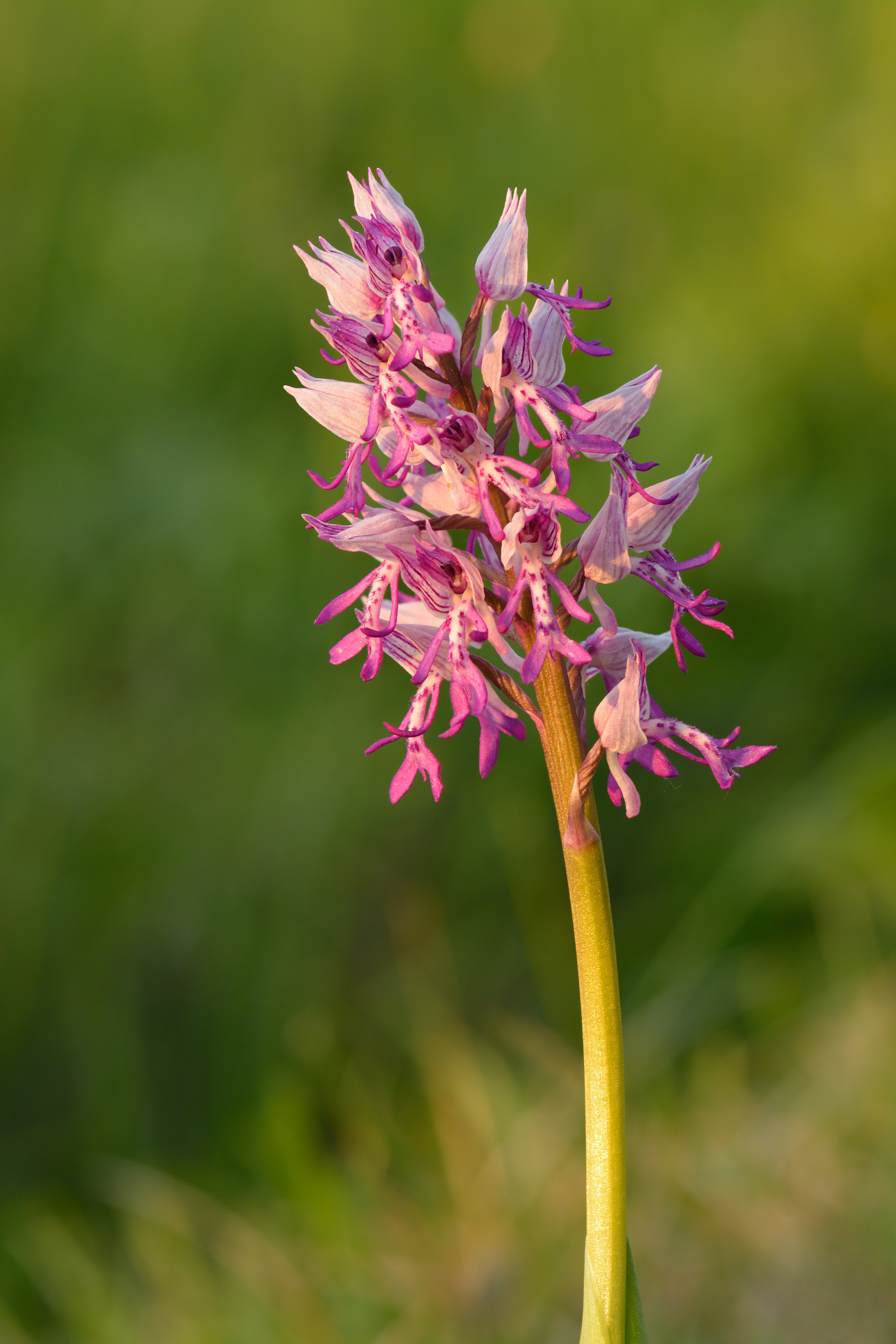
Соцветие

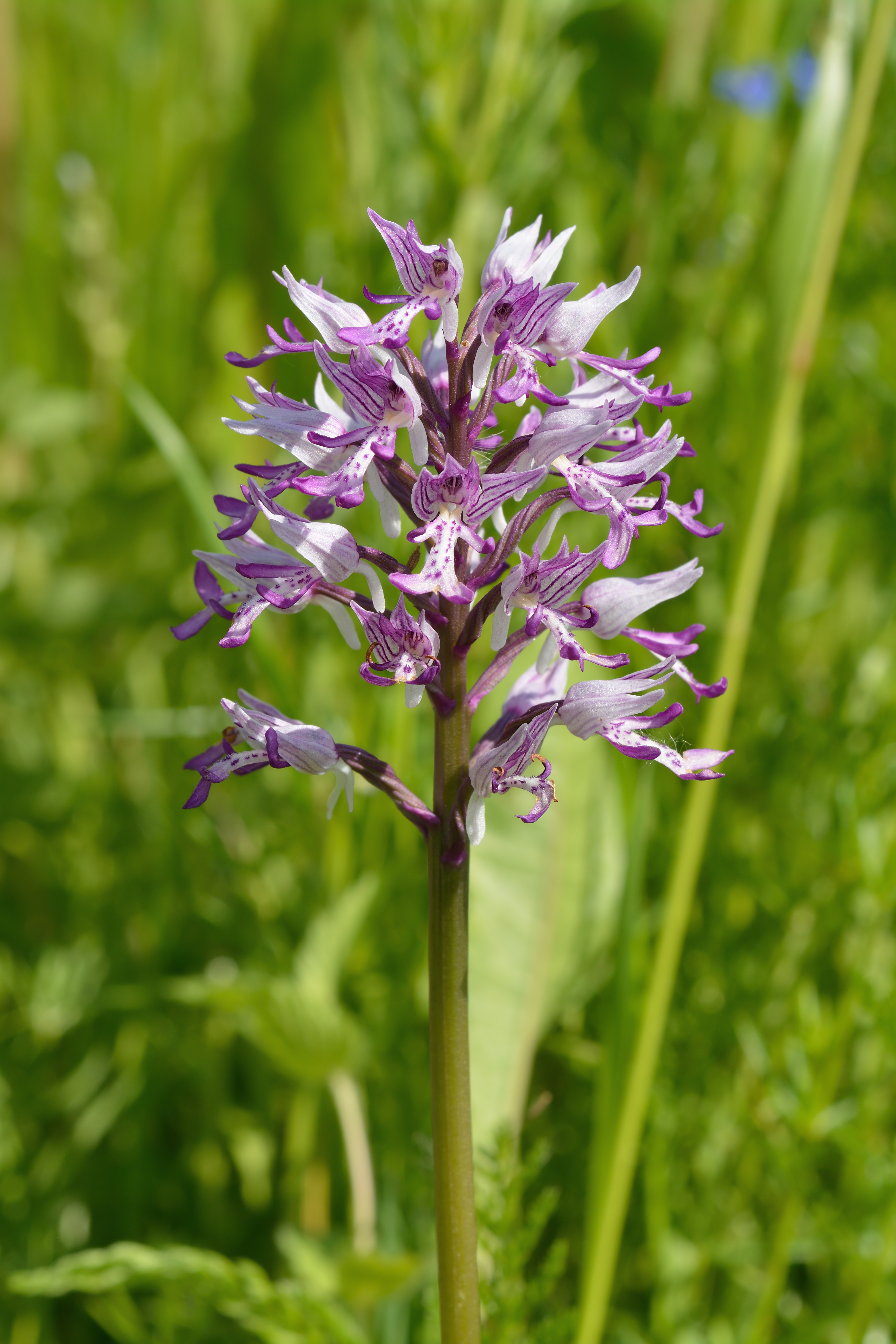

Ятры́шник шлемоно́сный, или Ятрышник шлемови́дный (лат. Órchis militáris) — многолетнее травянистое растение, типовой вид рода Ятрышник (Orchis) семейства Орхидные (Orchidaceae). Занесен в Красную книгу РФ. Был внесен в Красные книги СССР (1978,1984) и СССР (1988). Вид включен в красные книги и охраняется на территории большинства субъектов федерации, где он произрастает. Охраняется в 13 заповедниках России. Вид включен в Приложение II Международной Конвенции СИТЕС. 

## Синонимы
По данным Королевских ботанических садов в Кью:
Гомотипный синоним:
- Orchis tephrosanthos var. militaris (L.) Loisel., 1806

Гетеротипный синоним:
- Orchis militaris var. tripartita M.Schulze, 1902

## Естественные разновидности
По данным Королевских ботанических садов в Кью:
- Orchis militaris subsp. militaris
- Orchis militaris subsp. stevenii (Rchb.f.) B.Baumann & al., 2003

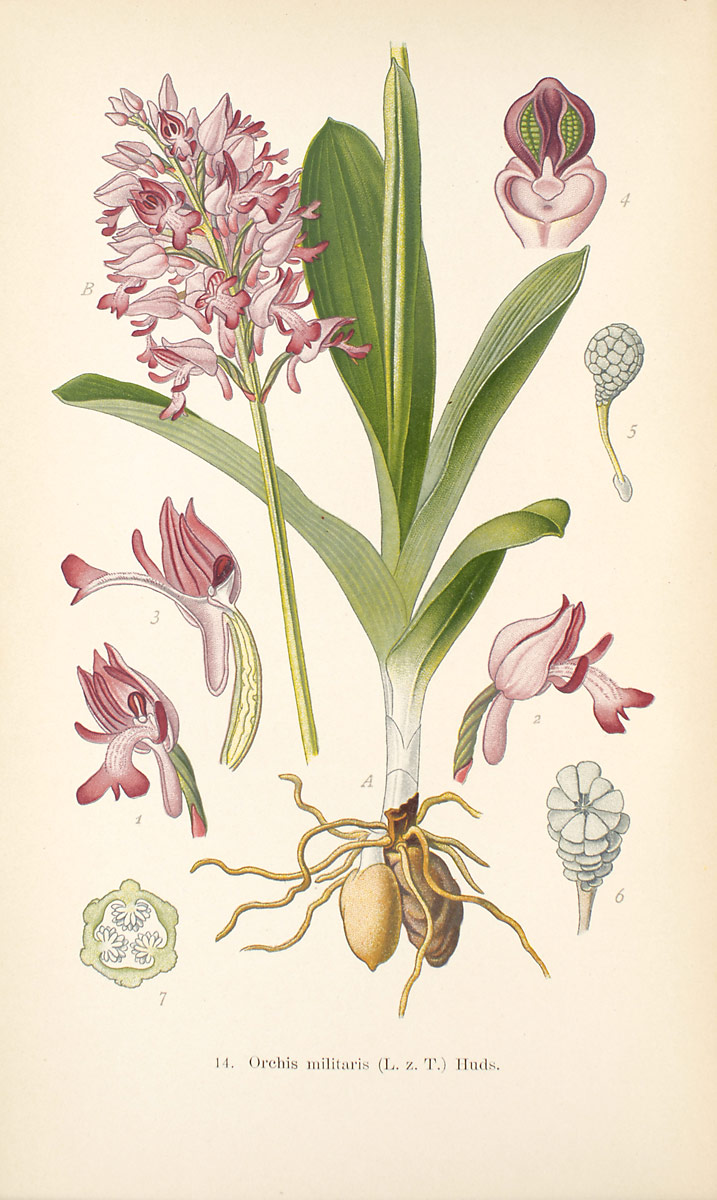
Orchis militaris. Ботаническая иллюстрация из книги W. Müller, Dr. F. Kränzlin, Orchideen Deutschland (1904)

Существует несколько точек зрения на статус Orchis militaris subsp. stevenii.

## Народные названия
Наряду с несколькими другими видами ятрышника, часть из которых была позднее отнесена к другим родам, ятрышник шлемоносный известен в Малороссии и на юге России под названием любки, несмотря на то, что одновременно под таким научным и обиходным именем широко известен таксон из семейства орхидных (Любка или Platanthera), совсем не похожий на ятрышники. Кроме того, ятрышник шлемоносный иногда называют также певником болотным.

## Распространение и экология
Распространён на всей территории Европы, в Малой Азии, Иране, Монголии. На территории бывшего СССР встречается в Западном и Восточном Закавказье, Прибалхашье (Зайсанская котловина). На территории России встречается в европейской части и на Кавказе, в Западной и Восточной Сибири. На Украине обычен для Карпат и Прикарпатья; в правобережном Полесье и лесостепи встречается спорадически, в степи — очень редко, в Крыму — редко; на Кавказе — в нижнем и среднем горных поясах.
Растёт на сыроватых лугах, лесных полянах, опушках. На севере его можно встретить на почвах, богатых кальцием.

## Ботаническое описание
Растение достигает в высоту 20—60 (15—40) см; клубни яйцевидные.
Низовые листья чешуевидные, беловатые; срединные зелёные, яйцевидные или ланцетные, в числе трёх — пяти, тупые, к основанию суженные, длиной 8—18 см, шириной 2,5—5 см.
Колос густой, многоцветковый, длиной 5—8 см, диаметром 3,5—5 см, в начале цветения пирамидальный, позже цилиндрический. Прицветники значительно короче завязи, розовато-фиолетовые. Цветки розоватые, розовато-фиолетовые, тёмно-пурпурные, коричневато-пурпурные. Пять долей околоцветника сближены и образуют шлем. Средняя его доля продолговатая, разделена на две обратнояйцевидные лопасти с маленьким зубчиком между ними. Губа 10—14 мм длиной, глубоко-трёхраздельная, по длине равна шлему, имеет узкоцилиндрическую тупую шпору 5—6 мм длиной. Средняя часть губы бледно-розовая, с пурпурными ворсинками в средней, более-менее вытянутой части, на верхушке разделена на две овальные или продолговатые (4 (8) мм длиной) расходящиеся лопасти с мелким шиловидным зубчиком в неглубокой выемке между ними. Цветёт в (апреле) конце мая — июне.
Плод — небольшая коробочка с очень мелкими (от 120 до 400 мкм) семенами.

## Хозяйственное значение и применение
Клубни ятрышника шлемоносного содержат слизистые вещества, крахмал, сахара, включены в Государственную фармокопею России. Высушенные клубни (салеп) применяются как обволакивающее и мягчительное при отравлениях, колитах, гастритах, а также как общеукрепляющее средство для ослабленных больных (таким же образом используется в народной медицине).
В тибетской народной медицине салеп используется как стимулирующее центральную нервную систему, общеукрепляющее средство, способствует долголетию; в народной медицине — как противоопухолевое средство, при зубной боли и для укрепления волос.
Надземная часть используется при фурункулёзе, панарициях.
Салеп применяется также в ветеринарии при катарах кишечника у животных.
Медоносом не является (цветки не содержат нектара, хотя имеют нектарники. Пыльца агрегирована, как у и большинство орхидных, в поллинии).
На Ближнем Востоке, особенно в Турции и Иране, клубни растения служат для приготовления "муки из орхидеи", которая используется для приготовления популярного напитка салеп.
Декоративное растение.

## В культуре
Ятрышник шлемоносный испытывался в условиях Москвы и Тверской области (Андреапольский район). В первый год не все растения сформировали цветоносы, но в последующие годы отмечалось регулярное цветение и плодоношение,  которое в среднем составляет 45—58%. Хорошо переносит пересадку, которую лучше всего делать в первой половине августа, пока новые корни еще не сформировались. Предпочитает хорошо воздухо- и водопроницаемые субстраты, а участок должен иметь дренаж.